# Moschoneura pinthous
Moschoneura pinthous es la única especie de mariposa del género Moschoneura, pero el entomólogo mexicano Jorge Enrique Llorente-Bousquets considera que consta de cuatro especies. Fue descrita originalmente por Linnaeus en 1758.

## Distribución
La especie y sus subespecies se distribuyen por varios países de América del Sur.

## Subespecies

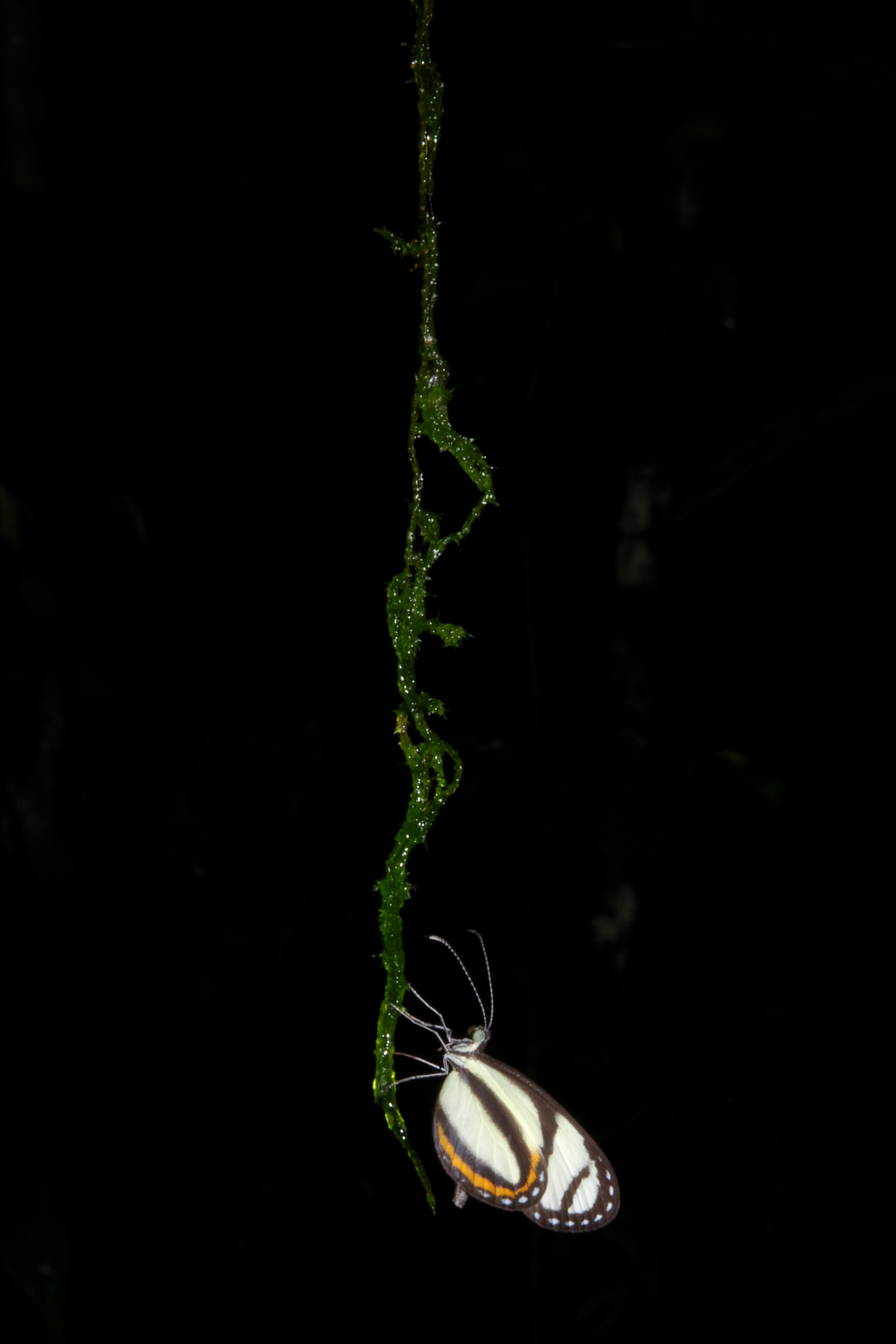
Moschoneura pinthous

- Moschoneura pinthous pinthous
- Moschoneura pinthous methymna
- Moschoneura pinthous cyra
- Moschoneura pinthous ela
- Moschoneura pinthous ithomia
- Moschoneura pinthous amelina
- Moschoneura pinthous proxima